# Mother (film, 2009)
Mother är en sydkoreansk dramafilm från 2009, regisserad av Bong Joon-ho.
Filmen handlar om en mammas desperata sökan efter mördaren som satte dit hennes son för ett fruktansvärt mord på en flicka.
Filmen hade premiär vid filmfestivalen i Cannes 2009, där den deltog i sektionen Un certain regard.

## Rollista
| Kim Hye-ja | – modern |
| Won Bin    | – sonen  |